# Istituto Affari Internazionali
Pour les articles homonymes, voir IAI.
Organisation à but non lucratif, l'Istituto Affari Internazionali (IAI) (français: Institut des Affaires Internationales) a été fondé en 1965 par Altiero Spinelli, son premier directeur, grâce aux contributions conjointes de la Fondation Olivetti, de l'association culturelle et politique Il Mulino, du Centre de recherche Nord et Sud, ainsi que du substantiel soutien de la Fondation Ford. Spinelli s'est inspiré du modèle des think tanks anglo-saxons: il a créé une organisation privée flexible, distincte des Instituts universitaires et des centres de recherche gouvernementaux ou ministériels, mais qui n'en est pas moins capable d'interagir et de coopérer avec les gouvernements, l'administration publique, les acteurs économiques nationaux et les centres universitaires étrangers. Ces caractéristiques sont restées les points forts de l'IAI aujourd'hui.
En septembre 2020 l'Institut s'est installé au Palais Cipolla, un élégant immeuble de style néo-Renaissance dans le centre de Rome. L'Institut a trois objectifs prioritaires: la recherche, l'élaboration d'idées et de stratégies politiques, la  formation sur les questions de relations internationales et leur diffusion (Statuto IAI, Article 1).

## Recherche
La recherche se concentre sur les aires thématiques suivantes :
- Union européenne, politiques et institutions
- Acteurs mondiaux (États-Unis, Amérique latine, Asie, Russie)
- Méditerranée, Moyen-Orient et Afrique
- Sécurité et défense
- Énergie et climat
- Multilatéralisme et gouvernance mondiale (Politique économique internationale, OMC, G7)
- Politique étrangère de l'Italie

L'équipe de recherche est composée d'une quarantaine de chercheurs, incluant les directeurs de projets ou de départements. La plupart des projets de recherche sont menés conjointement avec d'autres instituts qui ont des caractéristiques similaires.
L'Institut est membre actif – et a souvent été promoteur – d'importants réseaux transnationaux de recherche comme :
- Council of Councils[2]
- EuroMeSCo (EuroMediterranean Study Commission)[3]
- ETTG (European Think Tanks Group)[4]
- TEPSA (Trans European Policy Studies Association)[5]

## Publications
- The International Spectator, une publication trimestrielle en Anglais sur les questions de relations internationales en Anglais et soumise à un Comité de lecture publiée par Routledge (Taylor & Francis Group)[6].
- Trends and Perspectives in International Politics, une série de livres sur des questions d'actualité concernant les relations internationales, publiés par Routledge[7].
- IAI Research Studies, une série de livres en Anglais et en Italien sur des questions de relations internationales[8].
- IAI Papers et Documenti IAI, deux séries de documents de recherche en Anglais et en Italien[9].
- IAI Commentaries, une série d'articles d'opinion en Anglais[10].
- AffarInternazionali, une webzine en Italien de politiques, stratégie et économie[11].